# Mesoleius frenalis
Mesoleius frenalis là một loài tò vò trong họ Ichneumonidae.